# Barlest
Barlest ist eine französische Gemeinde mit 320 Einwohnern (Stand 1. Januar 2022) im Département Hautes-Pyrénées in der Region Okzitanien (vor 2016: Midi-Pyrénées). Sie gehört zum Arrondissement Argelès-Gazost und zum Kanton Lourdes-1.
Die Einwohner werden Barlésiens und Barlésiennes genannt.

## Geographie
Barlest liegt circa sieben Kilometer nordwestlich von Lourdes in der historischen Grafschaft Bigorre.
Umgeben wird Barlest von den vier Nachbargemeinden:
|                   | Lamarque-Pontacq                            |         |
| Lourdes (Exklave) | Kompassrose, die auf Nachbargemeinden zeigt | Bartrès |
|                   | Loubajac                                    |         |

Barlest liegt im Einzugsgebiet des Flusses Adour. Die Ousse, ein Nebenfluss des Gave de Pau, durchquert das Gebiet der Gemeinde zusammen mit ihrem Nebenfluss, dem Bédat.

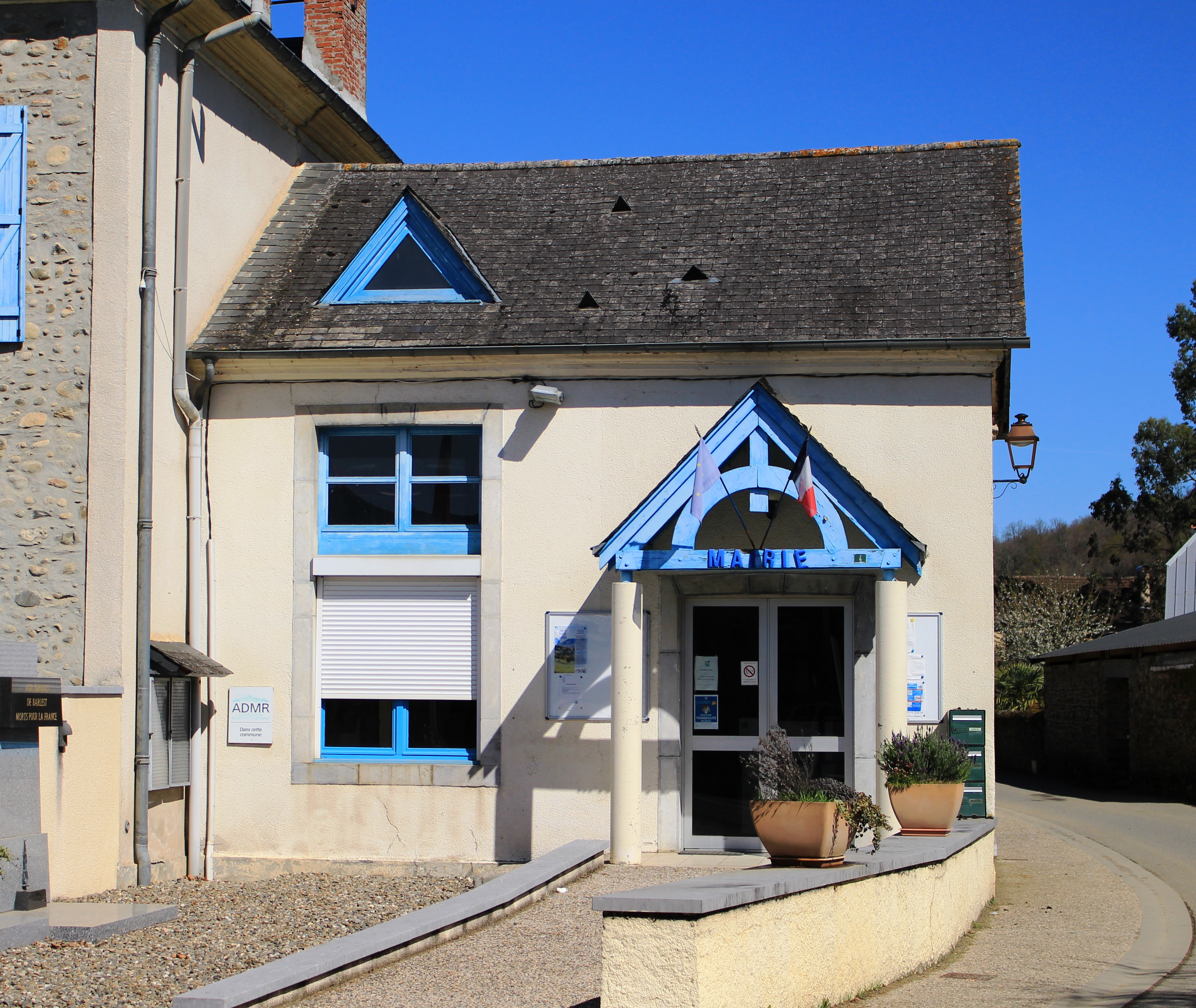
Bürgermeisteramt (Mairie) von Barlest

## Toponymie
Der okzitanische Name der Gemeinde heißt Barlest. Sein Ursprung ist unklar.
Toponyme und Erwähnungen von Barlest waren:
- in Barlesto (Mitte des 11. Jahrhunderts, Kopialbuch der Abtei in Saint-Pé-de-Bigorre),
- Barlest (zwischen 1232 und 1266 sowie 13. Jahrhundert, Kopialbuch der Abtei in Saint-Pé-de-Bigorre),
- A Barllest (gegen 1200–1230, Kopialbuch der Grafschaft Bigorre),
- De Barlesto (1342 und 1379, Kirchenregister von Tarbes bzw. Prokuration Tarbes),
- Barlest (1429 und 1541, Zensus der Grafschaft Bigorre bzw. ADPA, B 1010),
- Barlest (1750, 1793 und 1801, Karte von Cassini, Notice Communale bzw. Bulletin des lois).[4][5][6]

## Einwohnerentwicklung
Nach Beginn der Aufzeichnungen stieg die Einwohnerzahl bis zur ersten Hälfte des 19. Jahrhunderts auf einen Höchststand von 430. In der Folgezeit sank die Größe der Gemeinde bei kurzen Erholungsphasen bis zu den 1960er Jahren auf rund 185, bevor eine Wachstumsphase einsetzte, die bis heute anhält.
| Jahr      | 1962 | 1968 | 1975 | 1982 | 1990 | 1999 | 2006 | 2011 | 2022 |
| --------- | ---- | ---- | ---- | ---- | ---- | ---- | ---- | ---- | ---- |
| Einwohner | 216  | 187  | 198  | 206  | 233  | 223  | 248  | 277  | 320  |

## Sehenswürdigkeiten

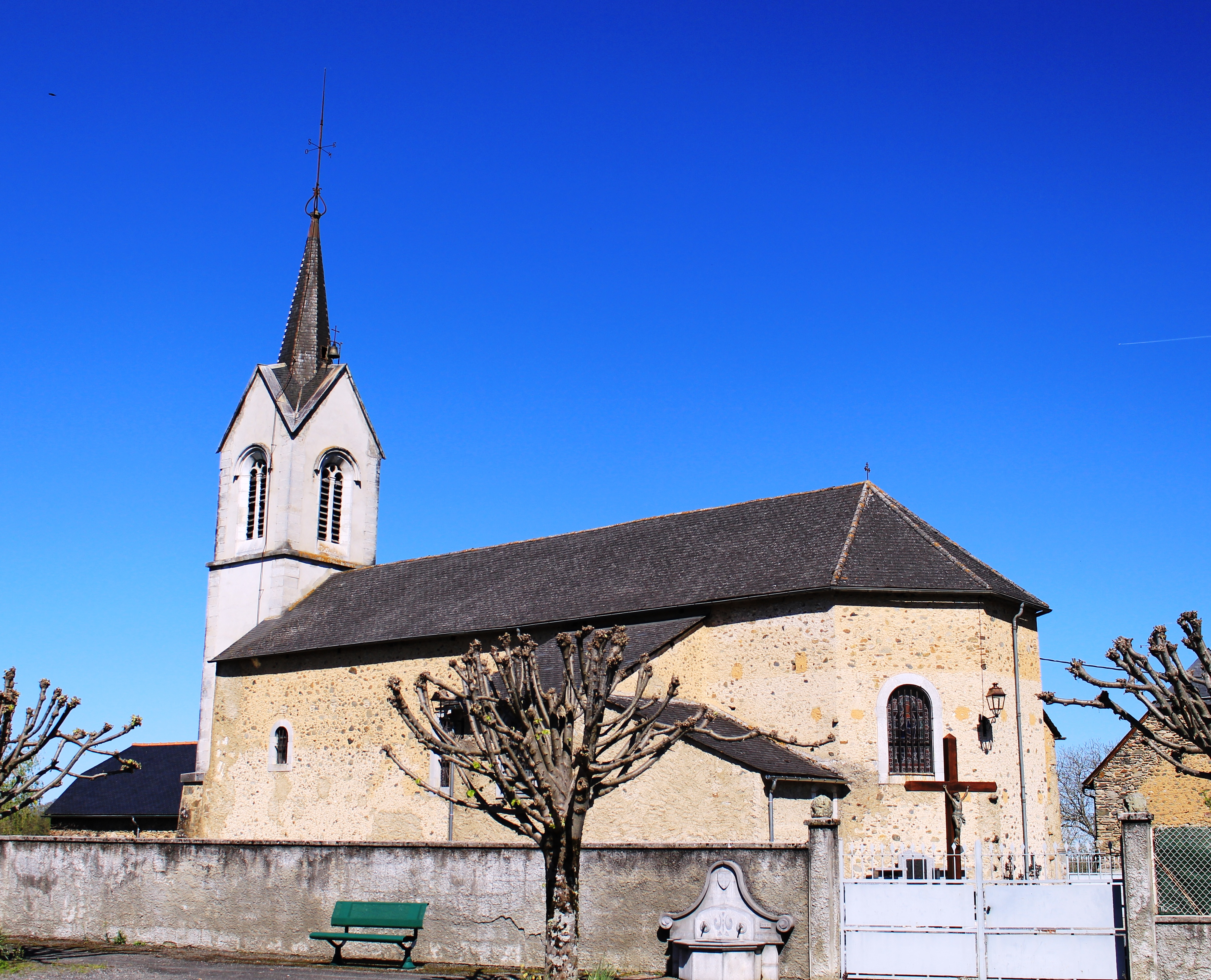
Pfarrkirche Saint-Martin

### Pfarrkirche Saint-Martin
Die romanische Kirche mit einem Glockenturm aus dem 19. Jahrhundert ist dem heiligen Martin von Tours geweiht. Im Laufe der Jahrhunderte wurde das Gebäude oft umgestaltet. Auf einer Fensterbank rechts vom romanischen Eingang erwähnt eine Inschrift Napoleon, die wahrscheinlich auf ein Geschenk, vermutlich die Glocke, hinweist. Das Kircheninnere mit einem großräumigen einschiffigen Langhaus und einem Querschiff wurde 1977 renoviert. Die Verzierung ist einfach gehalten mit einigen Statuen aus Gips. Ein Gemälde über dem Altar zeigt den Schutzpatron der Kirche, den heiligen Martin. Die Seitenkapellen sind der Jungfrau von Lourdes und dem heiligen Josef geweiht. Das Weihwasserbecken ist von einem ehemaligen Pfarrer spanisch-baskischer Abstammung aus Spanien geholt worden. Das Altarretabel scheint dabei die gleiche spanische Herkunft zu besitzen.

## Wirtschaft und Infrastruktur
Barlest liegt in den Zonen AOC der Schweinerasse Porc noir de Bigorre und des Schinkens Jambon noir de Bigorre.

### Sport und Freizeit
Der GR 782, ein Fernwanderweg von Pau nach Lourdes verläuft an der westlichen Grenze zur Exklave von Lourdes.

### Verkehr
Barlest wird durchquert von der Route départementale 940, der ehemaligen Route nationale 640.